# 菅野肇
菅野 肇（かんの はじめ、1943年1月2日 - ）は、日本の経営者。大和紡績社長、会長を務めた。

## 来歴・人物
東京都出身。1965年に慶應義塾大学経済学部を卒業し、同年に大和紡績に入社した。1993年6月に取締役に就任し、1996年6月に常務を経て、2003年6月に社長に就任し、2009年7月にはダイワボウホールディングス社長に就任した。2010年6月に会長に就任。